# Герб Вознесенська
Герб Вознесе́нська — офіційний геральдичний символ міста Вознесенська Миколаївської області. Затверджений рішенням сесії Вознесенської міської ради від 16.10.2014р.№17

## Опис
Герб міста розміщений на щиті, вписаному у стилізований бароковий картуш золотого кольору у національному українському стилі та увінчаний мурованою короною срібного кольору з трьома зубцями. Геральдичний щит прямокутної форми із закругленням внизу має співвідношення сторін 5:6. Щит розділений на два поля. У синьому, лівому полі золотий сокіл, який ширяє над срібною хвилястою основою. У червоному, правому полі військово-селянські атрибути: навхрест покладені козацька піка та коса, над якими уланська шапка, а внизу селянський серп.
Щит увінчаний срібною мурованою короною із трьома зубцями, яка означає для Вознесенська статус міста.
За основу сучасного герба міста взято символи з герба, затвердженого імператорським указом від 6 серпня 1845 р., – зображення золотого сокола над срібною основою, військових атрибутів та селянських знарядь.

### Значення символіки
Сокіл промовистий символ і нагадує про первісну назву міста – Соколи, де був заснований Вознесенськ. Срібна хвиляста основа символізує річку Південний Буг, яка протікає біля міста. Сокіл, який ширяє - стилізований символ хоробрості і перемоги, волі і шляхетності.
Синій колір геральдично символізує велич, красу і вірність.
Зображення військових атрибутів (козацька піка і уланська шапка) і селянських знарядь (коса і серп) символізує військове поселення, мешканці якого крім господарських робіт виконували військову повинність у захисті південних кордонів, брали участь у визвольних походах.
Червоний колір геральдично символізує мужність, великодушність і любов.

## Історія

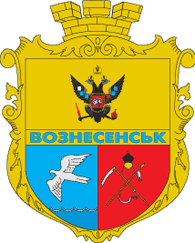
Герб 1992 року

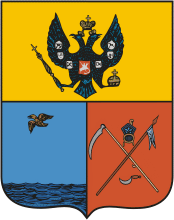
Герб царських часів

Попередній герб міста був затверджений 18 грудня 1992 року рішенням Вознесенської міської ради.

### Опис
Щит перетятий золотою балкою з лазуровим написом «Вознесенськ» і напіврозтятий. У золотій верхній половині щита чорний двоголовий орел. У другій лазуровій частині сокіл, що летить, під ним — лазурова база, відділена золотою нитяною хвилястою балкою. У третій червоній частині спис із прапорцем і коса в косий хрест, над ними — уланська шапка, під ними — серп.
Щит облямований декоративним картушем та увінчаний срібною міською короною.

### Значення символіки
Перераховані предмети означали, що у Вознесенську було влаштовано «військове поселення» для ескадронів уланського полку, солдати якого зобов'язані були не тільки нести службу, але і займатися сільським господарством.